# August Wilhelm Gruner
August Wilhelm Gruner (* 11. März 1778 in Osnabrück; † 20. Mai 1859 in Bremen) war ein deutscher Überseekaufmann und Reeder.

## Leben
August Wilhelm Gruner war das sechste Kind des Vizekanzleidirektors und Konsistorialrats Johann Christian Gruner (1732–1787). Nach dem Tod des Vaters wurde August Wilhelm Gruner für eine dreijährige Lehre in eine Kram- und Gewürzhandlung in Rahden bei Minden geschickt. Anschließend ging Gruner nach Bremen, wo er ab 1797 als Kommis in der Firma J. F. Uhthoff arbeitete. Im Jahr 1800 ging er nach Saint Thomas, wo er vermutlich zunächst für seinen Bruder Christian Siegfried und später selbstständig als Überseekaufmann tätig war. 1803 erhielt Gruner das dortige Bürgerrecht. 1805 heiratete er Elisabeth Amalie Adelgunde von Scholten (1787–1859), die Tochter des dänischen Gouverneurs der Inseln St. Thomas und St. John, Casimir Wilhelm von Scholten, wodurch ihm ein erheblicher sozialer Aufstieg gelang. In seinem Haushalt arbeiteten mehrere Sklaven, und Gruner war vermutlich auch am kommerziellen Sklavenhandel beteiligt.
1807 kam der Handel mit Europa durch die napoleonischen Kriege zum Erliegen und Gruner kehrte nach Bremen zurück. Hier konnte er erst 1814 seine Geschäfte wiederaufnehmen. Als Bremen 1811 von den Franzosen besetzt wurde, verließ Gruner die Stadt und kehrte erst nach dem Ende der Besatzungszeit 1814 zurück. Er erlangte in Bremen Handlungsfreiheit, obwohl er zunächst dänischer Staatsbürger blieb und erst 1822 Bremer Bürger wurde. Gruner war in dieser sehr Zeit im Überseehandel sehr aktiv und baute sein Geschäft zu einer „Westindischen Handlung“ aus. Er handelte in erster Linie mit Tabak, Kaffee, Zucker, aber auch mit Tran über Kopenhagen. 1839 traten zwei seiner Söhne in die Firma ein.
Neben seiner geschäftlichen Tätigkeit engagierte Gruner sich in Bremen auch sozial und gesellschaftlich. 1849 zog er sich aus seinem Geschäft zurück.